# Michail Solov'ëv
Michail Alekseevič Solov'ëv (in russo Михаил Алексеевич Соловьёв?; Kalinin, 11 febbraio 1973) è un ex cestista e allenatore di pallacanestro russo.

## Carriera
Con la Russia ha disputato i Campionati europei del 2003.